# Szép új világ (Vámpírnaplók)
A Brave New World (még nincs magyar cím, nem jelent meg fordításban) a Vámpírnaplók című amerikai sorozat második évadjának második epizódja.

## Epizódismertető
Szeptember 17.

Az epizód tükörfordítása a "Szép új világ". Ebben az epizódban Katherine-ről tudhatunk majd többet meg. Illetve a Salvatore testvérek viszonyának rendeződése is szerepet játszhat az epizódban.

## Zenék
- Neon Trees – Animal
- Glasvegas – Geraldine
- Silversun Pickups – Currency Of Love
- Andrew Belle – The Ladder
- OneRepublic – All This Time